# Prüfverfahrensvereinbarung
Die Prüfverfahrensvereinbarung (PrüfvV)  wurde zwischen dem Spitzenverband der Gesetzlichen Krankenversicherung und der Deutschen Krankenhausgesellschaft e.V.  geschlossen und trat ursprünglich am 1. September 2014 in Kraft und gilt jedenfalls dem Wortlaut nach für Krankenhausbehandlungen mit Aufnahmedatum ab 1. Januar 2015.
Die Vertragsparteien wurden durch § 17 c Abs. 2 des Krankenhausfinanzierungsgesetzes (KHG) zu dieser Vereinbarung ermächtigt.
Sie regelt, wie die Krankenkassen vorzugehen haben, wenn sie eine Krankenhausabrechnung nach § 275 Abs. 1c des Sozialgesetzbuches – Fünftes Buch (SGB V) durch den Medizinischen Dienst (MD) überprüfen lassen wollen.
Allerdings hat das Bundessozialgericht am 1. Juli 2014, Az. B 1 KR 29/13 R, entschieden, dass eine sachlich-rechnerische Überprüfung einer Krankenhausabrechnung nicht unter § 275 Abs. 1c SGB V fällt (und keine Aufwandspauschale anfällt, wenn eine solche Prüfung nicht zu einer Rechnungskürzung führt), sondern nur eine Auffälligkeitsprüfung. Dies wurde mit Entscheidung vom 23. Mai 2017, B 1 KR 24/16 R, bestätigt.
Daraus haben mehrere Landessozialgerichte (beispielsweise L 16 KR 479/19) geschlossen, die PrüfvV gelte für sachlich-rechnerischen Prüfungen jedenfalls bezüglich Krankenhausbehandlungen aus dem Jahr 2015 nicht, sondern nur für Auffälligkeitsprüfungen.
Als Reaktion auf die dargestellte BSG-Rechtsprechung wurde zum 1. Januar 2016 durch das Krankenhausstrukturgesetz vom 10. Dezember 2015 in § 275 Abs. 1c SGB V ein neuer Satz 4 eingefügt, wonach als Prüfung nach Satz 1 jede Prüfung der Abrechnung eines Krankenhauses anzusehen ist, mit der die Krankenkasse den Medizinischen Dienst beauftragt und die eine Datenerhebung durch den Medizinischen Dienst beim Krankenhaus erfordert (egal ob sachlich-rechnerische Prüfung oder Auffälligkeitsprüfung).
Zum 3. Februar 2016 wurde zudem eine neue Fassung der PrüfvV vereinbart, die am 1. Januar 2017 in Kraft trat und dem Wortlaut nach bis 31. Dezember 2018 galt. Danach galt sie trotz Kündigung übergangsweise (und ergänzt durch die Übergangsvereinbarung vom 10. Dezember 2019 und die Ergänzungsvereinbarung zur Übergangsvereinbarung vom 2. April 2020) weiter, bis zum 1. Januar 2022 die aktuell gültige PrüfvV in Kraft trat.